# 白荡北站
白荡北站位于中华人民共和国江苏省苏州市相城区元和街道与澄阳街道交界阳澄湖东路、澄阳路与尊园路交叉口地下，是苏州地铁7号线与8号线的地铁换乘站。8号线部分2024年9月10日开通，7号线部分则于2024年12月1日开通。

## 车站结构
本站为地下二層與三层岛式车站。

### 楼层分布
| 地面 |                    | 出入口                                 |  |  |
| -1层 | 站厅               | 售票机、客务中心、车站控制室、检票闸机 |  |  |
| -2层 |                    | 8号线 往西津桥（夏圩）                 |  |  |
|      | 岛式站台，左侧开门 |                                        |  |  |
|      |                    | 8号线 往车坊（五潨涇）                 |  |  |
| -3层 |                    | 7号线 往木里（板泾）                   |  |  |
|      | 岛式站台，左侧开门 |                                        |  |  |
|      |                    | 7号线 往常楼（華元路東）               |  |  |